# Bretagne (wielerploeg)/2008
Deze pagina geeft een overzicht van de Bretagne Armor Lux wielerploeg in  2008.

## Renners
| Naam                | Geboortedatum | Nationaliteit | Ploeg 2007                           |
| ------------------- | ------------- | ------------- | ------------------------------------ |
| Stéphane Bonsergent | 03-09-1977    | Frankrijk     |                                      |
| Antoine Dalibard    | 10-03-1983    | Frankrijk     |                                      |
| Jean-Luc Delpech    | 27-10-1979    | Frankrijk     |                                      |
| Sébastien Duret     | 03-09-1980    | Frankrijk     |                                      |
| Cyril Gautier       | 26-09-1987    | Frankrijk     |                                      |
| Guillaume Le Floch  | 16-02-1985    | Frankrijk     |                                      |
| Romain Lebreton     | 23-01-1984    | Frankrijk     | Neo                                  |
| Noan Lelarge        | 23-06-1975    | Frankrijk     |                                      |
| David Le Lay        | 30-12-1979    | Frankrijk     | tot 30/06, vanaf 30/06 bij Agritubel |
| Gaël Malacarne      | 02-04-1986    | Frankrijk     | Neo                                  |
| Yann Pivois         | 20-01-1976    | Frankrijk     |                                      |
| Benoît Poilvet      | 27-08-1976    | Frankrijk     | Crédit Agricole                      |
| Yann Rault          | 01-09-1986    | Frankrijk     | Neo                                  |
| Piotr Zieliński     | 04-05-1984    | Polen         |                                      |

## Overwinningen
| Ronde van Gabon 2e etappe: Stéphane Bonsergent 5e etappe: Jean-Luc Delpech Parijs-Troyes Winnaar: Jean-Luc Delpech Ronde van Normandië Eindklassement: Antoine Dalibard | Ronde van de Finistère Winnaar: David Le Lay Ronde van Bretagne 5e etappe: Benoît Poilvet Eindklassement: Benoît Poilvet Klimmerstrofee Winnaar: David Le Lay | Ronde van Opper-Anjou 3e etappe: Gaël Malacarne Omloop van Mayenne 2e etappe: Piotr Zieliński Route du Sud 2e etappe: Noan Lelarge |

Mannen: 2005 · 2006 · 2007 · 2008 · 2009 · 2010 · 2011 · 2012 · 2013 · 2014 · 2015 · 2016 · 2017 · 2018 · 2019 · 2020 · 2021 · 2022 · 2023 · 2024 · 2025
Vrouwen: 2020 · 2021 · 2022 · 2023 · 2024 · 2025